# Seuil-d'Argonne
Seuil-d'Argonne és un municipi francès situat al departament del Mosa i a la regió del Gran Est. L'any 2007 tenia 496 habitants.

## Demografia

### Població
El 2007 la població de fet de Seuil-d'Argonne era de 496 persones. Hi havia 204 famílies, de les quals 56 eren unipersonals (56 dones vivint soles i 56 dones vivint soles), 72 parelles sense fills, 56 parelles amb fills i 20 famílies monoparentals amb fills.
La població ha evolucionat segons el següent gràfic:
Habitants censats

### Habitatges
El 2007 hi havia 250 habitatges, 209 eren l'habitatge principal de la família, 22 eren segones residències i 19 estaven desocupats. 234 eren cases i 16 eren apartaments. Dels 209 habitatges principals, 161 estaven ocupats pels seus propietaris, 42 estaven llogats i ocupats pels llogaters i 6 estaven cedits a títol gratuït; 1 tenia una cambra, 4 en tenien dues, 31 en tenien tres, 50 en tenien quatre i 123 en tenien cinc o més. 151 habitatges disposaven pel capbaix d'una plaça de pàrquing. A 90 habitatges hi havia un automòbil i a 84 n'hi havia dos o més.

### Piràmide de població
La piràmide de població per edats i sexe el 2009 era:
| Homes | Edats   | Dones |
| ----- | ------- | ----- |
| 0     | 95 o +  | 0     |
| 0     | 90 a 94 | 4     |
| 8     | 85 a 89 | 0     |
| 0     | 80 a 84 | 8     |
| 16    | 75 a 79 | 28    |
| 4     | 70 a 74 | 12    |
| 12    | 65 a 69 | 20    |
| 8     | 60 a 64 | 8     |
| 12    | 55 a 59 | 12    |
| 12    | 50 a 54 | 12    |
| 16    | 45 a 49 | 8     |
| 24    | 40 a 44 | 20    |
| 20    | 35 a 39 | 16    |
| 8     | 30 a 34 | 32    |
| 12    | 25 a 29 | 12    |
| 16    | 20 a 24 | 8     |
| 16    | 15 a 19 | 20    |
| 16    | 10 a 14 | 24    |
| 20    | 5 a 9   | 8     |
| 8     | 0 a 4   | 0     |

## Economia
El 2007 la població en edat de treballar era de 291 persones, 229 eren actives i 62 eren inactives. De les 229 persones actives 210 estaven ocupades (114 homes i 96 dones) i 19 estaven aturades (8 homes i 11 dones). De les 62 persones inactives 20 estaven jubilades, 25 estaven estudiant i 17 estaven classificades com a «altres inactius».

### Ingressos
El 2009 a Seuil-d'Argonne hi havia 210 unitats fiscals que integraven 514 persones, la mediana anual d'ingressos fiscals per persona era de 15.751 €.

### Activitats econòmiques
Dels 26 establiments que hi havia el 2007, 1 era d'una empresa alimentària, 1 d'una empresa de fabricació d'elements pel transport, 5 d'empreses de construcció, 5 d'empreses de comerç i reparació d'automòbils, 2 d'empreses de transport, 1 d'una empresa financera, 4 d'empreses de serveis, 3 d'entitats de l'administració pública i 4 d'empreses classificades com a «altres activitats de serveis».
Dels 11 establiments de servei als particulars que hi havia el 2009, 1 era una gendarmeria, 1 oficina de correu, 1 una oficina bancària, 1 taller de reparació d'automòbils i de material agrícola, 2 paletes, 1 guixaire pintor, 1 electricista, 1 perruqueria i 2 veterinaris.
Dels 2 establiments comercials que hi havia el 2009, 1 era una gran superfície de material de bricolatge i 1 una botiga de menys de 120 m².
L'any 2000 a Seuil-d'Argonne hi havia 18 explotacions agrícoles que ocupaven un total de 864 hectàrees.

## Equipaments sanitaris i escolars
El 2009 hi havia 1 farmàcia i 1 ambulància.
El 2009 hi havia una escola elemental.

## Poblacions més properes
El següent diagrama mostra les poblacions més properes.